# الليث بن الفضل
الليث بن الفضل الأبيوردي هو قائد عباسي، أصله من أبيورد، ووالي مصر (798-803)م وسجستان (815-819)م.

## ولايته على مصر
ولاه هارون الرشيد على إمرة مصر على الصلاة والخراج معًا في شهر رمضان سنة 183 هـ/798م، بعد عزل إسماعيل بن عيسى، وقدم إلى مصر 5 شوال، وسكن العسكر وجعل أخاه علي بن الفضل على الشرطة، ومهد أمور مصر واستوفى الخراج، ودام على مصر إلى أن خرج من مصر وتوجه إلى الخليفة هارون الرشيد في 7 رمضان سنة 184 هـ بالهدايا والتحف، واستخلف أخاه علي بن الفضل على صلاة مصر. فوفد على الرشيد وأقام عنده مدة ثم عاد إلى مصر على عمله في آخر السنة، واستمر على إمرة مصر إلى أن خرج منها ثانيًا إلى الرشيد في 21 رمضان سنة 185 هـ.
واستخلف على صلاة مصر هشام بن عبد الله بن عبد الرحمن بن معاوية بن حديج، فتوجه إلى الرشيد، ثم عاد إلى مصر في 14 محرم سنة 186 هـ، فكان كلما غلق خراج سنة ونجز حسابها وفرق أرزاق الجند أخذ ما بقي وتوجه به إلى الرشيد ومعه حساب السنة. خرج عليه أهل الحوف الشرقي، وساروا إلى الفسطاط، فخرج إليهم الليث في أربعة آلاف من جند مصر في 28 شعبان سنة 186 هـ. واستخلف على مصر عبد الرحمن بن موسى بن علي بن رباح على الصلاة والخراج فواقع أهل الحوف فانهزم عنه الجند وبقي هو في نحو المائتين من أصحابه، فحمل بهم على أهل الحوف حملة هزمهم فيها فتولوا وتبع أقفيتهم فقتل منهم خلقًا كثيرًا وبعث إلى مصر بثمانين رأسًا.
فمنع أهل الحوف الخراج، فلم يجد الليث بدًا من خروجه إلى الرشيد فتوجه إليه وعرفه الحال وشكا له من منع الخراج وسأله أن يبعث معه جيشًا إلى مصر فإنه لا يقدر على استخراج الخراج من أهل الحوف إلا بجيش، فلم يسمح له الرشيد بذلك وأرسل محفوظًا إلى مصر، فضم خراجها من غير سوط ولا عصا، فولاه الرشيد عوضه على خراج مصر ثم عزل الليث عن إمرة مصر بأحمد بن إسماعيل بن علي الهاشمي في جمادى الآخرة سنة 187 هـ، فكانت ولاية الليث على مصر أربع سنين وسبعة أشهر.

## ولايته على سجستان
في عام 815م ولى الليث سجستان من قبل المأمون، لكن فور وصوله إلى وجد نفسه في مواجهة معارضة شديدة من سلفه محمد بن الأشعث، والمتمرد حرب بن عبيدة ، اللذين اتحدا ضده، عندما وصل زرنج في ديسمبر 815م، احتلها بـ400 من الفرسان وطهر الموالين لحرب، لكنه سرعان ما أدرك أن المتمردين يتمتعون بميزة عددية كبيرة في الريف. لذلك قرر الليث أن يمد يده إلى الزعيم الخوارج حمزة بن أزرق واتفق الاثنان على تشكيل تحالف ضد حرب وابن الأشعث. في النهاية هُزم المتمردون في معركة حاسمة. وفر ابن الأشعث إلى زرنج لكن الليث أسره وقتله.